# Women Are Like That
Women Are Like That je americký film, drama z roku 1938, které režíroval Stanley Logan a napsal Horace Jackson. V hlavních rolích se představili Kay Francis, Pat O'Brien, Ralph Forbes, Melville Cooper, Thurston Hall a Grant Mitchell. Film byl uveden společností Warner Bros. 24. dubna 1938.

## Děj
Podnikatelka Claire King, kterou hraje Kay Francis, je dcerou vlivného reklamního manažera. Když se provdá za skromného copywritera Billa Landina (Pat O'Brien), chce využít svých známostí, aby mu pomohla uspět v kariéře. On však její snahy nesnáší. Pár se málem rozejde, ale nakonec si oba uvědomí svou chybu a usmíří se.

## Obsazení
- Kay Francis jako Claire Landin
- Pat O'Brien jako Bill Landin
- Ralph Forbes jako Martin Brush
- Melville Cooper jako Mainwaring
- Thurston Hall jako Claudius King
- Grant Mitchell jako pan Snell
- Gordon Oliver jako Howard Johns
- John Eldredge jako Charles Braden
- Herbert Rawlinson jako Avery Flickner
- Hugh O'Connell jako George Dunlap
- Georgia Caine jako paní Amelia Brush
- Joyce Compton jako slečna Hallová
- Sarah Edwards jako paní Snellová
- Josephine Whittell jako slečna Douglasová
- Loia Cheaney jako slečna Perkinsová
- Edward Broadley jako Holliwell
- Phyllis Clare jako paní Conroyová
- George O'Hanlon jako Pageways.